# Кукай
Кукай (яп. 空海 Ку:кай, «море пустоты»; 27 июля 774, Дзэнцу-дзи, Сануки — 22 апреля 835, Коя-сан, Коя) — крупный религиозный, культурный и общественный деятель Японии начала эпохи Хэйан. Основатель буддийской школы Сингон, носитель титула Кобо-дайси (яп. 弘法⼤師 — «Великий Учитель — распространитель Дхармы»). Вместе с Сайтё, основателем японской буддийской школы Тэндай, возглавлял процесс перехода от буддизма Нара к буддизму Хэйан, принеся из танского Китая учение буддийской тантры (яп. миккё: 密教). Известен как мастер каллиграфии, вместе с императором Сага и Татибана-но Хаянари признан одним из трёх величайших каллиграфов своей эпохи.

## Жизнеописание

### Саэки-но Мао
Родился в провинции Саэки, в уезде Тадо, в местечке Бёбугаура (совр. г. Дзэнцудзи, преф. Кагава). Отец — Саэки-но Атаи Тагими (佐伯直⽥公) уездный голова, женатый на дочери известного учёного Адано Оотари (яп. 阿⼑⼤⾜). При рождении получил имя Мао (真魚). В летописании школы Сингон указана дата рождения Кукая — 15 июня, что соответствует дате смерти знаменитого основателя китайской тантрической традиции Амогхаваджры, перерождением которого считался Кукай, однако реальная точная дата его рождения неизвестна.
В 788 году (7 год Энряку) Мао отправляется в тогдашнюю столицу Хэйдзё-кё (современная Нара). По прибытии в столицу живёт в фамильном храме Саэки-ин, построенном его дядей по материнской линии — синтоистским жрецом и придворным советником Саэки-но Имаэмиси (佐伯今⽑⼈, 719-790) из центральной ветви рода Саэки.
В 789 г. 15-летний юноша начинает изучение риторики, конфуцианского кодекса сыновней почтительности, летописания и литературы под руководством того же Саэки-но Имаэмиси, служившего домашним наставником Иё Синно — сына императора Камму. В 792 г. поступает на учёбу в университет Дайгаку-рё в новой столице Кё (нынешний Киото). В университете изучает законодательный кодекс «Мёгёдо» (яп. 明経道) и классическую китайскую литературу: «Цзо чжуань», «Книгу Песен» и «Книгу истории».

### Обращение к буддийской практике
В 793 году разочаровывается в университетской учёбе, убедившись в том, что выходцу из провинциального дворянства не сделать хорошей карьеры в столице, и в 19 лет уединяется в горах, посвятив себя буддийской аскезе. В 24 года пишет «Трактат о трёх доктринах» (яп. ро:ко сиики, 聾瞽指帰), где сравнивает учения Конфуция, Дао и Будды и делает вывод о безусловном превосходстве третьего над мирскими доктринами.
С этого времени и вплоть до путешествия в Китай все сведения о Кукае расплывчаты и фрагментарны. Скорее всего, в те годы, находясь в горах Кимпу-сэн в Ёсино и Исидзути-яма на Сикоку, Кукай углублённо занимался изучением буддийской дхармы.
Известен эпизод обретения им списка «Махавайрочана-сутры», ставший для молодого подвижника первой встречей с тантрическим учением. Кроме того, косвенные свидетельства указывают на изучение им китайского языка и санскрита.
Вероятно, в эти годы Кукай получает от некого шраманы посвящение в практику призывания Акашагарбхи. В предисловии к «Трактату о трёх доктринах» он указывает, что в провинции Ава и в провинции Тоса на мысу Мурота (Сикоку) он занимался «практикой призывания». В частности, во время медитации в пещере Микуродо у Кукая было видение: ему в рот влетела «Рассветная Звезда» (Венера). Говорят, что в этот момент Кукай достиг Просветления. Известно также, что в те времена пещера Микуродо была ближе к кромке воды и из неё было видно только небо и море, потому Кукай и выбрал своё духовное имя, которое может быть также переведено как «небо и море». Ранее считалось, что шраманой, давшим Кукаю посвящение в практику Акашагарбхи, был Гондзо (яп. 勤操), но теперь утверждается, что это мог быть Каймё (яп. 戒明) из храма Дайан-дзи в Нара. Дело в том, что Каймё также был родом из Сануки, и впоследствии Кукай ссылается на него как на принёсшего в Японию «Толкование Махаяны» (яп. 釈摩訶衍論, сяку мака энрон).
О постриге Кукая есть версия, что в 20 лет он принял монашеские обеты от Гондзо в храме Идзумигуни Макиосан-дзи (яп. 槇尾⼭寺). По другой версии, он постригся в 25-летнем возрасте, но если предположить, что в 803 году ему было известно об отсрочке миссии в Империю Тан на следующий год из-за опасности мореплавания, то наиболее вероятно, что он принял постриг уже в 31 год в храме Тодай-дзи Кайдан-ин (яп. 東大寺戒壇院, Нара) перед самым отъездом в Тан в 804 году. В реестре приказов 804 г. отмечено, что он принял постриг 7 апреля, но с какого времени его стали называть именем «Кукай», не ясно, хотя именно в этом документе оно упоминается впервые.
В тексте периода Камакура, «Го-юйго:» (яп. 御遺告), указывается, что при самовольном постриге (в то время для принятия сана было необходимо административное разрешение) он назвался «Муку» (яп. муку:, 無空, «пространство ничто»). В том же документе упоминается, что, приняв в 20 лет постриг в Дайан-дзи, он именовался «Кёкай» (яп. кё:кай, 教海, «море учения»), а затем назвался «Дзёку» (яп. дзёку: 叙空, «речь пустоты»), однако сама версия его пострига в 20 лет опровергается как выдумка.

### Паломничество в Китай
В 803 году, благодаря хорошему знанию лечебных снадобий, он получает направление в Китай для изучения аптекарской науки, однако отплытие корабля было отменено из-за штормов, и в следующем году он отплывает в Танскую Империю с направлением на долговременную учёбу, но теперь уже как монах. В то время среди отправляющихся на заграничную учёбу монахов было немало представителей среднего и низшего общества, и знание китайского языка, безусловно, добавляло шансов, но как именно Кукаю удалось оказаться в их числе, остаётся неизвестным.
В составе 18-й миссии в Тан находились также Сайтё и Татибана-но Хаянари, а также Рёсэн (яп. 霊仙, 759-827), впоследствии удостоенный в Китае титула «Учителя Трипитаки» (яп. 三蔵法師, сандзо:-хо:си). В то время Сайтё уже был духовником императора и имел титул одного из «Десяти придворных мастеров ритуалов и созерцаний» (яп. 内供奉⼗禅師, наи-губу-дзю:дзэн-си). В тогдашней строго регламентированной системе рангов буддийского духовенства Кукай был просто безвестным шраманой.
12 мая 804 года четыре судна с миссией на борту вышли из порта Нанива (совр. Осака), 6 июля зашли в порт Хаката (совр. преф. Фукуока), откуда отправились в бухту Таура уезда Мацура провинции Хидзэн (совр. преф. Сага), а затем с заходом в местечко Миираку (запад совр. преф. Нагасаки) взяли курс на Китай. Кукай находился на первом, а Сайтё — на втором судне. Третье и четвёртое судно миссии вынуждены были вернуться из-за шторма, и до китайского побережья добрались только первое и второе.
Судно, на котором находился Кукай, в пути попало в страшную бурю, значительно отклонилось от курса и 10 августа 804 года стало на якорь в районе провинции Фучжоу. Из-за подозрений, что судно пиратское, целых 50 дней миссия не могла получить пропуск на берег. Тогда в дело вмешался Кукай: вместо посла он написал на китайском языке послание фуджоусскому наместнику. Он также написал отдельное прошение разрешить ему въезд в Чанъань, указав, что прибыл на учёбу на 20 лет. Благодаря убедительности изложения и искусной каллиграфии Кукай был признан членом официальной миссии и 3 ноября получил разрешение на въезд в Чанъань, куда прибыл 23 декабря.
В феврале 805 года (1 год эры Юнчжэнь по танскому календарю) Кукай остановился в храме Симин-сы (⻄明寺), который стал его домом в Чанъане.
Первым чанъанским наставником Кукая стал пандит Праджня — Учитель Трипитаки из храма Лицюань-сы (кит. 醴泉寺). Вероятно, первое время Кукай повышал уровень знания санскрита, без которого изучение тантрического учения было невозможно. От Праджни Кукай получил санскритские тексты ряда сутр и новый перевод буддийского Канона.
В мае Кукай идёт в Храм Зелёного Дракона к 7-му Патриарху тантрической линии — Хуэй Го (кит. 恵果, 746-805), под руководством которого обучается ещё полгода. При первой же встрече Хуэй Го определил, что Кукай уже завершил аскетическую практику в должном объёме, и тут же приступил к глубинным наставлениям. Уже 13 июня Кукай получил абхишеку Великого Сострадания Мандалы Чрева, а в июле — абхишеку Мандалы Алмаза.
10 августа Кукай получает посвящение и титул вачарьи-видьядхары и новое духовное имя — «Всеозаряющий Алмаз» (遍照⾦剛, кит. Бианьчжао Цзиньган, яп. Хэндзё: Конго:). В последующие века это имя будет использоваться в ритуалах Сингон.
В знак благодарности Кукай устраивает званый обед, на который были приглашены 500 человек, имеющих связь с Амогхаваджрой и Храмом Зелёного Дракона, а также монахи из монастыря Дасиньшань (кит. 大興善寺).
С середины августа силами множества людей начинается создание мандал, тантрических ритуальных предметов и копирование канонических текстов. Хуэй Го даровал Кукаю облачение и реликвии ачарьи. Эти предметы, имевшие особое символическое значение, передавались по линии Ваджрабодхи — Амогхаваджра — Хуэй Го и включали в себя шарира, 8 священных изображений, 5 ритуальных облачений и предметов — всего 13 реликвий. В ответ в знак благодарности за передачу Линии Кукай преподносит Хуэй Го рясу и курильницу.
15 декабря Хуэй Го скончался в возрасте 60 лет. 17 января 806 года (1 года Юань Хэ), как признанный мастер каллиграфии, Кукай от имени всех учеников начертал на стене императорского дворца оду в честь Хуэй Го.
Затем в марте того же года он покидает Чанъань и в апреле прибывает в провинцию Юэ, где остаётся ещё на 4 месяца. Здесь он изучает фармацевтику, инженерное дело и другие науки, продолжает собирать буддийские рукописи. Вернувшийся в Японию из-за бури на четвёртом корабле сановник 3-го ранга Такасина-но Тоонари был снова спешно командирован в Тан, и через него Кукай отправил в танскую администрацию прошение о разрешении вернуться в Японию по причине того, что «завершил 20-летний план обучения за два года и израсходовал все выделенные на учёбу средства». Получив соответствующее разрешение, монах отбыл на родину из порта в провинции Мин (совр. Нинбо).
В пути корабль попал в сильный шторм и укрылся в бухте Таманоути о. Фукуэдзима (о-ва Гото), и здесь Кукай впервые проповедует тантру. Впоследствии расположенный на острове храм Тайхо-дзи (яп. 大宝寺) стали именовать «Западной Коя-сан». Узнав, что главная святыня храма Фукуэдзимы — статуя бодхисаттвы Акашагарбхи, Кукай совершает туда паломничество и утром после всенощной молитвы видит свет Венеры, что воспринимает как добрую примету и подтверждение того, что полученная в чужой стране передача  ваджраяны станет защитой для Японии. В память о событии он нарекает храм Мёдзёин (яп. 明星院, «Обитель Рассветной Звезды»).

### Возвращение
«Уехал нищим, вернулся с плодами», — этими словами Кукай обосновал своё скорое возвращение.
В октябре 806 года (1 год Дайдо) Кукай на судне благополучно прибыл в порт Хаката. В квартале Гофуку-мати города Хаката Кукай основал храм Тотёдзи, а также, по преданию, заложил при синтоистском святилище Мунаката-тайся храм Тинкоку-дзи (яп. 鎮国寺, «Волостной храм»). В марте того же года император Камму был свергнут, и его сменил на троне император Хэйдзэй. 22 октября Кукай посылает ко Двору подробную опись привезённых из Тан материалов и реликвий (яп. 請来⽬録, сёрай-мокуроку), включавшую многочисленные буддийские тексты, Мандалы Двух Миров, изображения держателей Линии передачи, ритуальные предметы, облачение и реликвии ачарьи и многое другое. Предполагается, что в опись не вошли многие предметы, привезённые им лично для себя. «Научиться непознанному, … услышать неслыханное» — вместе с учением  ваджраяны Кукай привёз в Японию и новую форму культуры.
То обстоятельство, что он прервал запланированное 20-летнее обучение и пробыл в Китае всего два года, весьма озадачило придворную администрацию, которая до 809 г. не давала ему разрешения на въезд в столицу, и со времени прибытия в октябре 806 г. Кукай был вынужден безотлучно ожидать разрешения в Дадзайфу. В 807 г. Кукай поселяется в монастыре Кандзэон-дзи в Дадзайфу, где пребывает в течение двух лет и даёт там наставления отдельным людям — для этих целей он, по всей видимости, создал ряд тантрических изображений и диаграмм.

### Основание школы Сингон
В 809 г. император Хэйдзэй смещён с трона императором Сага. Сначала Кукай живёт при храме Макиосан-дзи в провинции Идзуми, затем с июля ожидает распоряжений в столице, в Такаосан-дзи (高雄山寺) — родовом храме рода Вакэ (яп. 和気).
Считается, что получить разрешение на въезд в столицу ему удалось во многом благодаря активному содействию со стороны Сайтё. После этого их дружба продолжалась около 10 лет. В сфере тантрического учения, но только в ней, Сайтё признавал верховенство Кукая и относился к нему с ученическим почтением. Однако впоследствии Сайтё выступил с доктриной «Единой Лотосной Колесницы Дхармы» (яп. 法華一乗, хо:кэ итидзё:), в то время как Кукай настаивал на жёстком обособлении  ваджраяны, из-за чего их отношения постепенно портятся и в начале 816 года (7 год Конин) — окончательно рушатся. Основанием для разрыва, как принято считать, был отказ Кукая познакомить Сайтё с «150-частной Сутрой Сокровенной Мудрости» (яп. рисюкё: 理趣経, санскр. Prajñāpāramitā-naya-śatapañcaśatikā), а также то, что Тайхан (яп. 泰範), лучший ученик Сайтё, переметнулся к Кукаю. Однако в последние годы эта версия оспаривается.
В 810 (5 год Дайдо) произошла попытка переворота (Инцидент с Кусуко) и в храме Тинкоку-дзи был отслужен молебен о долгой жизни императора Сага и его приближённых.
С 811 (1 год Конин) по 812 год в храме Отокуни-дэра (яп. 乙訓寺) Кукай служит вторым настоятелем.
15 ноября 812 г. в Такаосан-дзи им даётся абхишека Мандалы Мира Алмаза. В числе получивших её был и Сайтё. Далее, 14 декабря даётся абхишека Мандалы Мира Чрева. Её получили 190 человек, в том числе Сайтё, его ученики Энтё, Кодзё и Тайхан.
23 ноября 813 г. Сайтё обратился к Кукаю с просьбой дать ему текст «150-частной Сутры», но получил ответ, что учение ваджраяны реализуется путём устной передачи и медитативной практики, а не чтения текстов.
Весной 815 года монахи Токуицу из Айдзу, Коти и Мантоку из Симоцукэно и другие влиятельные священники из провинции Тококу (сов. район Канто) получили ходатайство направить своих учеников и последователей для переписывания тантрического канона. Одновременно в провинцию Ниси-Тикуси была направлена просьба о сборе пожертвований. Примерно в то же время Кукай пишет трактат «Доктрина открытой и сокровенной Дхармы» (弁顕密⼆教論).
16 июня 816 года он ходатайствует о сборе пожертвований на нужды Коя-сан как основного духовного центра, 8 июля получает на то высочайший эдикт. В следующем, 817 году Тайхан, Дзитиэ и другие ученики командируются в Коя-сан на закладку монастыря.
В ноябре 818 г. Кукай впервые после получения эдикта сам отправляется в Коя, где и остаётся до следующего года.
В 819 г. весной окрестности горы (радиусом в 7 ри) отдаются под покровительство сангхи Коясан и закладывается центральное святилище Гаран (яп. 伽藍).
В этот же период Кукай работает над трактатами «О смысле слов 'стать буддой в этом теле'», «О реализации путём устной и письменной передачи», «О бидже Хум», «Доктрина тайных государственных дел в зерцале просвещённого знания», «О мириадах смыслов, образов и имён древних уставов чжуаньшу и лишу».
В июле 819, согласно эдикту императора Сага, он поселяется при канцелярии Двора. Основания для такого эдикта не ясны, но, исходя из функций канцелярии, вероятнее всего, ему было поручено руководство писцами либо работа по написанию текстов от лица императора и его сановников. Так или иначе, в мае 820 года по приказу императора Сага было написано краткое изложение «Доктрины тайных государственных дел» под названием «Глаз, ум и мера в искусстве письма», нацеленное на повышение письменной грамотности чиновников.
В 821 году Кукай руководит работами по обустройству пруда Манно-икэ, где успешно реализует новаторский проект арочной плотины. В 822 году по распоряжению правительства учреждает на территории храма Тодайдзи в Нара «Обитель Сингон при Зале абхишеки». В том же году абхишеку получает император Хэйдзэй.
В 823 году по распоряжению правительства учреждает новый духовный центр  ваджраяны — монастырь То-дзи. С этого времени японская ваджраяна официально делится на две ветви и теперь именуется «Таймицу» (Линия передачи Тэндай) и «То:мицу» (Линия передачи То-дзи). Монастырь То-дзи имеет ещё одно наименование: «Храм Дхармараджи во имя защиты Государства» (яп. 教王護国寺, кё:о: гококу-дзи), однако оно появилось не ранее периода Камакура.
В феврале 824 (1 год Тэнтё) в храме Синсэн-эн (神泉苑) Кукай проводит ритуал призывания дождя. В марте он получает титул священника 3 статьи II ранга (яп. 少僧都, сё:со:дзу), таким образом официально закрепив свой статус в монашеской иерархии. В июне назначается вторым настоятелем То-дзи, ответственным за строительство. В сентябре Такаосан-дзи получает статус «Тайгаку-дзи» (яп. 定額寺, смысл названия малопонятен — возможно, «Храм официального главы»), где разместились 14 монахов, причём количество ежегодно постригаемых монахов регламентируется государством. В 828 году Кукай пишет «Предисловие к обучению в Обители постижения искусств, наук и взращивания премудрости» и открывает одноимённую частную школу с восточной стороны То-дзи, в здании усадьбы, полученной в дар от влиятельного сановника Фудзивара-но Таданори (яп. 藤原三守). В то время образование было доступно лишь выходцам из столичной аристократии и местной знати, но «Обитель» стала первым регулярным учебным заведением, открытым для всех сословий.
Заведение было общеобразовательным: в нём преподавалась конфуцианская, даосская и буддийская этика, а также искусства. В «Предисловии к обучению» говорится: «Необходимо даровать людям процветание. На пути человеческом неизбежны взлёты и падения», также признаётся зависимость существования школы от судьбы тех, кто ей руководит, и утверждается, что «если пожертвование от одного преумножится содействием Государства, добродетелью сановников и духовенства, сочетанием личных качеств и воли, то не прервётся она и за сто веков» — то есть провозглашается курс на развитие просвещения под покровительством императора, аристократии и буддийской церкви. Однако осуществиться этим идеям было не суждено: всего через 10 лет после кончины Кукая школы была упразднена. В наше время эта образовательная доктрина официально унаследована буддийскими Университетами Коясан и Сютиин.
В 830 (7 год Тэнтё) по высочайшему повелению императора Дзюнна Кукай пишет «Доктрину десяти обителей Тайной Мандалы» (яп. 十住心論, дзю:дзю:син-рон) в 10 свитках, которую позднее сжато изложил в трёх свитках «Доктрины Тайной Сокровищницы» (яп. 秘蔵宝鑰, хидзо:хо:-рон).
В мае 831 г. Кукай заболел и в июне подал прошение освободить его от должности священника 1 статьи II ранга, но прошение было отклонено императором.
22 августа 832 г. в Коясан была проведена первая «Церемония мириад огней и цветов» (яп. 万燈万華会, мандо:-мангэ-э). В молитвенном тексте Кукай пишет: «Пока не исчезнет сама шуньята, не исчезнет всё живое, не исчезнет сама нирвана, не прекратятся и мои молитвы». После этого, по преданию, осенью Кукай ушёл в затворничество, отказался от злаков и проводил все дни в медитации, стремясь к достижению самадхи.
В феврале 834 (1 год Дзёва) в Обители Сингон-ин при Тодайдзи Кукай дал пояснения к «Лотосной сутре» и своему трактату «Тайный ключ к Сутре Сердца». 16 декабря подал на высочайшее имя прошение о разрешении дать наставления по методам практик Сингон при Дворе на ежегодном праздновании Нового года. 29 декабря получил письменное разрешение правительства, а ещё раньше, 24 декабря — предписание учредить в То-дзи институт «Трёх монахов-управителей» (яп. 三綱, санго:). С 8 января 835 года в течение семи дней проводил при Дворе наставления по практикам. Эта традиция была лишь на время прервана в XIX веке в период реформ Мэйдзи, официально разделивших буддизм и синтоизм, затем ежегодные наставления возобновились, но теперь проводились уже в То-дзи, в присутствии официального представителя императора.
22 января дано разрешение на постриг ещё троих сингонских послушников.
30 февраля монастырь Конгобу-дзи в Коя-сан получает статус «Тайгаку-дзи».
15 марта в Коя-сан Кукай передал завещание своим ученикам, а 21 марта скончался. Ему было 62 года.
Синдзэй в своём «Жизнеописании преподобного Кукая» указывает причиной смерти болезнь, а в «Продолжении к анналам Японии» (яп. 続日本後紀, сёку-нихон-ко:ки) намекается, что тело было кремировано. Однако в более поздних источниках появляются утверждения, что Кукай погрузился в глубокую медитацию.
После болезни 831 года Кукай, буквально рискуя жизнью, всеми силами старался заложить прочные основы для сохранения школы Сингон на века. В течение трёх месяцев с декабря 835 г. и вплоть до самого ухода он был крайне занят, давая наставления при Дворе, принимая новых постриженных монахов и хлопоча о переносе головных функций в Конгобу-дзи. Закончив все дела, как принято считать, он вошёл в вечное самадхи.

### Кобо Дайси
В 27 октября 921 (21 г. Энги) по ходатайству Кангэна, настоятеля То-дзи, император Дайго присуждает Кукаю титул «Кобо Дайси» (弘法大師).
В Коя-сан, с внутренней части передней стены Великой Коренной Ступы в Гаран была установлена памятная доска (яп. 扁額, хэнгаку), где рукой императора были начертаны иероглифы «ко: бо:» (弘法).
Первоначально предполагалось именовать Кукая «Хонкаку Дайси» (яп. 本覚⼤師, Великий Просветлённый Учитель), но окончательный титул «Кобо Дайси» был утверждён благодаря признанию его заслуг в распространении Дхармы.
В Средние века создаются графические изложения жития Кукая. Наиболее известен иллюстрированный свиток «Живописная хроника жития Кобо Дайси» (яп. 弘法⼤師伝絵, ко:бо: дайси дэн-э). Также хорошо известны «Картины духовной жизни Великого Учителя из Коя» (⾼野⼤師⾏状図画, ко:я-дайси гёдзё-дзуга) и «Живописный свиток духовной жизни Кобо Дайси» (弘法⼤師⾏状絵巻, ко:бо:-дайси гё:дзё:-эмаки), сыгравшие немалую роль в распространении легенд и сказаний о Кукае по всей стране.
Титул Кобо Дайси превзошёл по известности имя «Кукай» и за тысячу лет стал практически нарицательным. Всего на протяжении японской истории императоры нарекли титулом «Дайси» 27 человек, но в историко-культурном контексте этот титул ассоциируется прежде всего с Кобо Дайси. Даже не зная имени Кукая, большинство населения городов с сильной буддийской традицией называет его «Дайси-сан» или «о-Дайси-сан».
В школе Сингон своего основателя Кукая почитают как «Дайси» и считают, что он не умер, а погрузился в самадхи. В мавзолее Окуно-ин поддерживается вера в то, что Кукай до сих пор жив, а подтверждением веры служит мантра «Наму Дайси Хэндзё Конго» (яп. 南無⼤師遍照⾦剛, «Хвала тебе, Великий Учитель, Всеозаряющий Алмаз!»). При этом в одной из ветвей Сингон — Дайго-ха (醍醐派), где принимать Прибежище в Учителе было принято ещё до присуждения ему титула «дайси», мантра произносится «Наму Хэндзё Конго», без упоминания титула.
На острове Сикоку, где родился и вырос Кукай, осталось немало связанных с его именем святынь, из которых наиболее известны «88 мест паломничества», посещаемые множеством людей.

## Предания об уходе Кукая в самадхи
Для жителей Коясан, монахов Сингон и многих верующих Кукай и сейчас считается пребывающим в самадхи в мавзолее Окуно-ин. Монах храма Окуно-ин, имеющий особый титул «юйна» (яп. 維那, букв. «тот, кто связан»), меняет ему одежду и дважды в день носит пищу. Никто, кроме юйна, не может даже заглядывать в мавзолей, а во избежание разглашения сведений сама личность юйна содержится в глубокой тайне.
Первый из существующих источников, утверждающих, что Кукай погрузился в самадхи, появился более чем через 100 лет после его погребения, в 968 году. Он написан Нингаем (951—1046), называется «Духовное преемство от основания монастыря Конгобу-дзи» (яп. 金剛峰寺建立修行縁起, конго:будзи конрю сюгё: энги) и сообщает, что по прошествии 49 дней после смерти тело Кукая сохраняло естественный цвет, продолжали расти волосы и борода.
В «Историях о минувшем» (яп. 今昔物語, кондзяку моногатари) указывается, что в ходе соперничества с То-дзи единожды Коя-сан была разорена, а настоятель То-дзи, Кангэн, вскрыл мавзолей. Он якобы сообщил, что Кукай сидит внутри миниатюрного каменного храма-реликвария (яп. 厨子, дзуси), который находится в каменной крипте. Кангэн обрил его волосы, отросшие до длины примерно в сяку, поменял одеяния и повторно запечатал вход.
Также есть утверждения, что Кукая даже после погружения в самадхи временами видят странствующим по провинциям Японии — в доказательство приводится то обстоятельство, что монахи храма Хо:ки-ин, ежегодно 21 марта меняющие одеяния Кукая, замечают, что его прежняя одежда сильно испачкана землёй.
В «Продолжении к анналам Японии» отмечено, что император Дзюнна распорядился кремировать тело Кукая, а настоятель То-дзи, Дзитиэ, в отправленном в Храм Зелёного Дракона письме также сообщает, что тело было кремировано. Кроме того сообщается, что Такаока Синно (高岳親王), внук императора Камму, в числе «десяти великих учеников» присутствовал при захоронении останков.
О личности Кукая существует больше легенд, чем реальных исторических свидетельств, и можно полагать, что наряду с бесчисленными легендами об основании им горных монастырей и сотворении горячих источников, история о погружении в вечное самадхи — не более чем ещё одна красивая легенда.

## Ученики

### Десять ближайших учеников
11 ноября 878 года (2 г. Гэнгё) в рукописи «О поддержании Линии преемства учителей-ачарья Сингон в правление нынешней Династии» (яп. 本朝真⾔宗伝法阿闍梨師資付法次第の事, хонтё: сингон-сю: адзяри-си фухо: сидай-но кото) ученик Кукая, Синга, перечисляет учеников, лично получивших посвящения от Кобо Дайси: Синдзэй, Синга, Дзитиэ, Дою, Эммё, Синнё, Горин, Тайхан, Тисэн, Тюэн — всего 10 человек. В дальнейшем их стали уподоблять десяти архатам-ученикам Будды Шакьямуни и именовать «Десятью великими учениками» (яп. 十大弟子, дзю: дай-дэси).
Впервые упоминание о них встречается в рукописи «Жития десяти великих учеников», относящейся, вероятно, к периоду Кэйтё (慶⻑, 1596—1615).

### Прочие ученики
Кроме учеников, получивших от Кукая прямую передачу, известны имена многих других. В «Житиях десяти великих учеников Кобо Дайси» авторства Тито (智灯) от 1684 года упомянуто 20 человек, затем Дою (道猷) в «Перечне десяти великих учеников Кобо Дайси» пытается составить полный список и называет уже 70 человек.
В «Житиях десяти великих учеников Кобо Дайси» также упомянуты: Кэнъэ, Синтай (真泰), Досё, Синдзё, Синдзэн, Нёини, Дзёгё, Синсай, Сингё, Синтай (真体).
В «Перечне десяти великих учеников Кобо Дайси» упомянуты: Энгё, Сайтё, Кодзё, Энтё.

## Сочинения
- 十住心論, окончено в 830 г.
- 文鏡秘府論 — важный источник по литературному китайскому языку.

## Паломничество по 88 храмам Сикоку
Считается, что Кукай установил практику паломничества по 88 храмам Сикоку, которые посетил сам. Однако, по его собственным записям, он посетил только 2 из них.
| №  | Название храма           | Город/Деревня | Префектура |
| -- | ------------------------ | ------------- | ---------- |
| 1  | Рёдзэндзи (霊山寺)       | Наруто        | Токусима   |
| 2  | Гокуракудзи (極楽寺)     | Наруто        | Токусима   |
| 3  | Консэндзи (金泉寺)       | Итано         | Токусима   |
| 4  | Дайнитидзи (大日寺)      | Итано         | Токусима   |
| 5  | Дзидзодзи (地蔵寺)       | Итано         | Токусима   |
| 6  | Анракудзи (安楽寺)       | Камиита       | Токусима   |
| 7  | Дзюракудзи (十楽寺)      | Ава           | Токусима   |
| 8  | Куматанидзи (熊谷寺)     | Ава           | Токусима   |
| 9  | Хориндзи (法輪寺)        | Ава           | Токусима   |
| 10 | Кирихатадзи (切幡寺)     | Ава           | Токусима   |
| 11 | Фудзиидэра (藤井寺)      | Ёсиногава     | Токусима   |
| 12 | Сёдзандзи (焼山寺)       | Камияма       | Токусима   |
| 13 | Дайнитидзи (大日寺)      | Токусима      | Токусима   |
| 14 | Дзёракудзи (常楽寺)      | Токусима      | Токусима   |
| 15 | Кокубундзи (国分寺)      | Токусима      | Токусима   |
| 16 | Канъондзи (観音寺)       | Токусима      | Токусима   |
| 17 | Идодзи (井戸寺)          | Токусима      | Токусима   |
| 18 | Ондзандзи (恩山寺)       | Комацусима    | Токусима   |
| 19 | Тацуэдзи (立江寺)        | Комацусима    | Токусима   |
| 20 | Какуриндзи (鶴林寺)      | Кацуура       | Токусима   |
| 21 | Тайрюдзи (太竜寺)        | Анан          | Токусима   |
| 22 | Бёдодзи (平等寺)         | Анан          | Токусима   |
| 23 | Якуодзи (薬王寺)         | Минами        | Токусима   |
| 24 | Хоцумисакидзи (最御崎寺) | Мурото        | Коти       |
| 25 | Синсёдзи (津照寺)        | Мурото        | Коти       |
| 26 | Конготёдзи (金剛頂寺)    | Мурото        | Коти       |
| 27 | Кономинэдзи (神峰寺)     | Ясуда         | Коти       |
| 28 | Дайнитидзи (大日寺)      | Конан         | Коти       |
| 29 | Кокубундзи (国分寺)      | Нанкоку       | Коти       |
| 30 | Дзэнракудзи (善楽寺)     | Коти          | Коти       |
| 31 | Тикуриндзи (竹林寺)      | Коти          | Коти       |
| 32 | Дзэндзибудзи (禅師峰寺)  | Нанкоку       | Коти       |
| 33 | Сэккэйдзи (雪蹊寺)       | Коти          | Коти       |
| 34 | Танэмадзи (種間寺)       | Харуно        | Коти       |
| 35 | Киётакидзи (清滝寺)      | Тоса          | Коти       |
| 36 | Сёрюдзи (青竜寺)         | Тоса          | Коти       |
| 37 | Ивамотодзи (岩本寺)      | Симанто       | Коти       |
| 38 | Конгофукудзи (金剛福寺)  | Тосасимидзу   | Коти       |
| 39 | Энкодзи (延光寺)         | Сукумо        | Коти       |
| 40 | Кандзидзайдзи (観自在寺) | Айнан         | Эхимэ      |
| 41 | Рюкодзи (竜光寺)         | Увадзима      | Эхимэ      |
| 42 | Буцумокудзи (佛木寺)     | Увадзима      | Эхимэ      |
| 43 | Мэйсэкидзи (明石寺)      | Сэйё          | Эхимэ      |
| 44 | Дайходзи (大宝寺)        | Кумакогэн     | Эхимэ      |
| 45 | Иваядзи (岩屋寺)         | Кумакогэн     | Эхимэ      |
| 46 | Дзёруридзи (浄瑠璃寺)    | Мацуяма       | Эхимэ      |
| 47 | Ясакадзи (八坂寺)        | Мацуяма       | Эхимэ      |
| 48 | Сайриндзи (西林寺)       | Мацуяма       | Эхимэ      |
| 49 | Дзёдодзи (浄土寺)        | Мацуяма       | Эхимэ      |
| 50 | Хантадзи (繁多寺)        | Мацуяма       | Эхимэ      |
| 51 | Иситэдзи (石手寺)        | Мацуяма       | Эхимэ      |
| 52 | Тайдзандзи (太山寺)      | Мацуяма       | Эхимэ      |
| 53 | Эммёдзи (円明寺)         | Мацуяма       | Эхимэ      |
| 54 | Эммэйдзи (延命寺)        | Имабари       | Эхимэ      |
| 55 | Нанкобо (南光坊)         | Имабари       | Эхимэ      |
| 56 | Тайсандзи (泰山寺)       | Имабари       | Эхимэ      |
| 57 | Эйфукудзи (栄福寺)       | Имабари       | Эхимэ      |
| 58 | Сэнъюдзи (仙遊寺)        | Имабари       | Эхимэ      |
| 59 | Кокубундзи (国分寺)      | Имабари       | Эхимэ      |
| 60 | Ёкоминэдзи (横峰寺)      | Сайдзё        | Эхимэ      |
| 61 | Коондзи (香園寺)         | Сайдзё        | Эхимэ      |
| 62 | Ходзюдзи (宝寿寺)        | Сайдзё        | Эхимэ      |
| 63 | Китидзёдзи (吉祥寺)      | Сайдзё        | Эхимэ      |
| 64 | Маэгамидзи (前神寺)      | Сайдзё        | Эхимэ      |
| 65 | Санкакудзи (三角寺)      | Сикокутюо     | Эхимэ      |
| 66 | Умпэндзи (雲辺寺)        | Миёдзи        | Токусима   |
| 67 | Дайкодзи (大興寺)        | Митоё         | Кагава     |
| 68 | Дзиннэин (神恵院)        | Канъондзи     | Кагава     |
| 69 | Канъондзи (観音寺)       | Канъондзи     | Кагава     |
| 70 | Мотоямадзи (本山寺)      | Митоё         | Кагава     |
| 71 | Ияданидзи (弥谷寺)       | Митоё         | Кагава     |
| 72 | Мандарадзи (曼荼羅寺)    | Дзэнцудзи     | Кагава     |
| 73 | Сюссякадзи (出釈迦寺)    | Дзэнцудзи     | Кагава     |
| 74 | Коямадзи (甲山寺)        | Дзэнцудзи     | Кагава     |
| 75 | Дзэнцудзи (善通寺)       | Дзэнцудзи     | Кагава     |
| 76 | Кондзодзи (金倉寺)       | Дзэнцудзи     | Кагава     |
| 77 | Дорюдзи (道隆寺)         | Тадоцу        | Кагава     |
| 78 | Госёдзи (郷照寺)         | Утадзу        | Кагава     |
| 79 | Тэннодзи (天皇寺)        | Сакайдэ       | Кагава     |
| 80 | Кокубундзи (国分寺)      | Такамацу      | Кагава     |
| 81 | Сироминэдзи (白峯寺)     | Сакайдэ       | Кагава     |
| 82 | Нэгородзи (根香寺)       | Такамацу      | Кагава     |
| 83 | Итиномиядзи (一宮寺)     | Такамацу      | Кагава     |
| 84 | Ясимадзи (屋島寺)        | Такамацу      | Кагава     |
| 85 | Якуридзи (八栗寺)        | Такамацу      | Кагава     |
| 86 | Сидодзи (志度寺)         | Сануки        | Кагава     |
| 87 | Нагаодзи (長尾寺)        | Сануки        | Кагава     |
| 88 | Окубодзи (大窪寺)        | Сануки        | Кагава     |

### На японском языке
- 空海スピリチュアル（密教21フォーラム）
- 弘法大師空海と高野山への旅